# Made in China (récit)
Pour les articles homonymes, voir Made in China.
Made in China est un récit de Jean-Philippe Toussaint paru le 14 septembre 2017 aux Éditions de Minuit. Sous couvert d'un récit autobiographique, l'auteur mène une réflexion littéraire et dévoile les coulisses de son écriture durant les quinze ans du « cycle de Marie,, » et plus précisément dans le dernier volume Fuir.

## Résumé
Jean-Philippe Toussaint arrive en 2014 à Canton – ville toujours nommée par son nom chinois de Guangzhou dans le récit – pour réaliser le court métrage The Honey Dress reprenant la première scène de son roman Nue, quatrième et dernier volet de son « Cycle de Marie ». À cette occasion, il se remémore sa première rencontre faite en 1999 avec son éditeur chinois, Chen Tong – qui se trouve être aussi l'éditeur en Chine de Samuel Beckett et Alain Robbe-Grillet, ainsi que le producteur des films de Jean-Philippe Toussaint –, et l'amitié qui les unit depuis. Cette évocation mène l'écrivain à se livrer sur sa perception de la Chine et de ses habitants, au cours de cette période au tournant du XXIe siècle qui a profondément changé le pays et sa place dans le monde. Il s'interroge également sur le travail d'écriture – et une réflexion sur la littérature en général – qu'il a mené pendant près de quinze ans pour compléter sa tétralogie romanesque autour du personnage de Marie. 

## Analyse
À travers le récit littéraire de la réalisation de deux courts métrages, Jean-Philippe Toussaint présente une réflexion sur le rôle du hasard dans la littérature, et la création artistique en général. La parution numérique de l'ouvrage apporte, grâce à l'usage multimédia qu'elle procure, une dimension supplémentaire dans l'écriture contemporaine utilisant les possibilités d'un « livre numérique augmenté » dont la lecture déclenche des musiques et des vidéos lors du passage de certaines pages,,.

### Portrait de la Chine contemporaine
L'autre sujet annoncé du récit est la Chine, pays dans lequel Jean-Philippe Toussaint a effectué de nombreux voyages, qui le fascine et qu'il apprécie comme territoire de création. Toute la première partie de Made in China s'attache ainsi à dresser un portrait amusé et affectueux de Chen Tong, éditeur chinois de l'écrivain et producteur artistique, que d'une galerie de collègues chinois, dont beaucoup de femmes, que Jean-Philippe Toussaint est amené à rencontrer lors de ses séjours. Il décrit ainsi une Chine fourmillante et surprenante, particulièrement propice au développement artistique et culturel et n'évoque jamais le régime politique autoritaire du pays, comme s'il n'avait aucune action sur la vie de cette élite intellectuelle,.

### Réflexion sur l'écriture et sur le rôle du hasard en littérature
Dès les premières pages du récit, Jean-Philippe Toussaint aborde ce qui relève pour lui d’un mécanisme original de création : l’abandon au hasard, dans un pays, la Chine, particulièrement propice à cet abandon. L'auteur écrit par exemple : « La voiture qui devait venir nous chercher à l’aéroport de Guangzhou n’était toujours pas en vue mais je ne m’inquiétais pas. J’avais l’habitude, lors de mes voyages en Chine, de me laisser porter par les évènements. J’arrivais ce soir en Chine pour un nouveau tournage, mais je n’avais pas d’idées préconçues sur le film que je venais tourner ». L'auteur a expliqué cette approche littéraire dans l'essai L'Urgence et la Patience publié en 2012. Pourtant, dans Made In China, il s’applique à dévoiler tous les moments où le monde réel s’immisce dans l’écriture d’un livre ou dans la réalisation d’un film et vient transformer l’œuvre en création,,. Il finit par révéler le vrai sujet de Made in China, au-delà du making-of du court métrage et du portrait de la Chine, : « Le sujet de mon livre, c’est le hasard dans l’écriture, c’est la disponibilité au hasard que requiert toute création artistique, aussi bien le livre que je suis en train d’écrire que le film que je m’apprête à tourner dans les prochains jours ».

### Une forme contemporaine: le livre numérique et multimédia
Dans les dernières pages du récit, Jean-Philippe Toussaint revient ainsi sur les regrets qu’il avait pu avoir en 2005 au moment de l’écriture et de la parution de Fuir, deuxième roman du « cycle de Marie », à l’époque où le livre numérique n’existait pas encore, l’écrit ne pouvait pas se mêler à d’autres médias. Avec Made in China, il réalise un désir qu’il avait depuis longtemps, en le publiant non pas seulement sous forme papier, ni simplement en doublant cette édition d’une édition numérique, mais bien en travaillant à une édition numérique « augmentée ». À la dernière page du livre se déclenche immédiatement la vidéo du court métrage The Honey dress dont le tournage a été tout le sujet du récit,.

## Réception critique
Philippe Lançon pour Libération considère que si le court métrage The Honey Dress n'est pas « bien fameux », il est en revanche le prétexte à illustrer les « pouvoirs de la littérature qui [le] précède » ainsi qu'une « réflexion [...] sur les rapports entre la réalité et la fiction » dans un récit qui est « l'histoire du regard discret et délicatement amusé qu’un homme, Jean-Philippe Toussaint, porte sur la Chine et sur lui-même en Chine ». Jérôme Garcin pour L'Obs relève les « digressions, parenthèses, incartades et affabulations d’un récit où tout est fortuit, sauf le souverain talent de cet écrivain ». Enfin, la revue Études souligne particulièrement l'« humour » dans ce « livre » de ce « grand écrivain de la fausse simplicité qu'est Jean-Philippe Toussaint ».
La presse française et belge lui consacre 13 articles souvent élogieux, de même Jean-Philippe Toussaint reçoit pour ce récit 11 mails de collègues écrivains (Pierre Bayard, Yves Ravey, Christine Montalbetti…) qui lui disent le bien qu'ils en ont pensé. Le livre fait également l'objet de deux émissions radiophoniques. Tous ces éléments sont recensés, liens et fichiers joints à l'appui par l'auteur lui-même sur son site internet.

## Éditions
- Les Éditions de Minuit[20], 2017  (ISBN 978-2-707-34379-6).